# Лукомский, Георгий Крескентьевич
Гео́ргий Креске́нтьевич Луко́мский (1884, Калуга —1952, Ницца) — русский график, акварелист, историк архитектуры, популяризатор петербургского и регионального краеведения. Брат генеалога В. К. Лукомского.

## Биография
Родился 2 (14) марта 1884 года в Калуге, в семье обедневшего дворянина Подольской губернии, инженера-технолога путей сообщения, который происходил, согласно семейной легенде, из рода Гедиминовичей (так, брат Владислав свои первые работы подписывал как В. Ольгердович-Лукомский). В Калуге он начал заниматься в реальном училище. В 1897 году семья переехала в Орёл и в 1901 году Георгий Лукомский окончил Орловское Александровское реальное училище. Одновременно учился в Орловской рисовальной школе Сычева, а в 1901 году — в подготовительных рисовальных классах Я. С. Гольдблата в Санкт-Петербурге. После неудачной попытки поступить в Академию художеств уехал в Казань и до 1903 года учился на архитектурном отделении художественной школы у К. Л. Мюфке и Ф. Р. Амлонга, по окончании которой был удостоен званий "техника по архитектуре и учителя рисования, черчения и чистописания в средних учебных заведениях с правом поступления без экзаменов в «Высшее художественное училище при Императорской Академии художеств». В Казани входил в кружок любителей прекрасного, занимался описанием и обмерами местных памятников гражданского и церковного зодчества. В 1903—1915 годах учился, с перерывами, на архитектурном отделении Императорской Академии художеств.
Путешествовал по Франции, Италии, Швейцарии, Германии и Польше, изучая старинную и новую архитектуру (1904—1905, 1907). В 1907 году брал уроки рисунка в московской мастерской К. Ф. Юона. С 1908 года — в Петербурге; здесь он активно работал с С. К. Маковским, печатал в основном искусствоведческие статьи в журналах «Старые годы», «Зодчий», «Столица и усадьба», «Аполлон», участвовал в выставках.

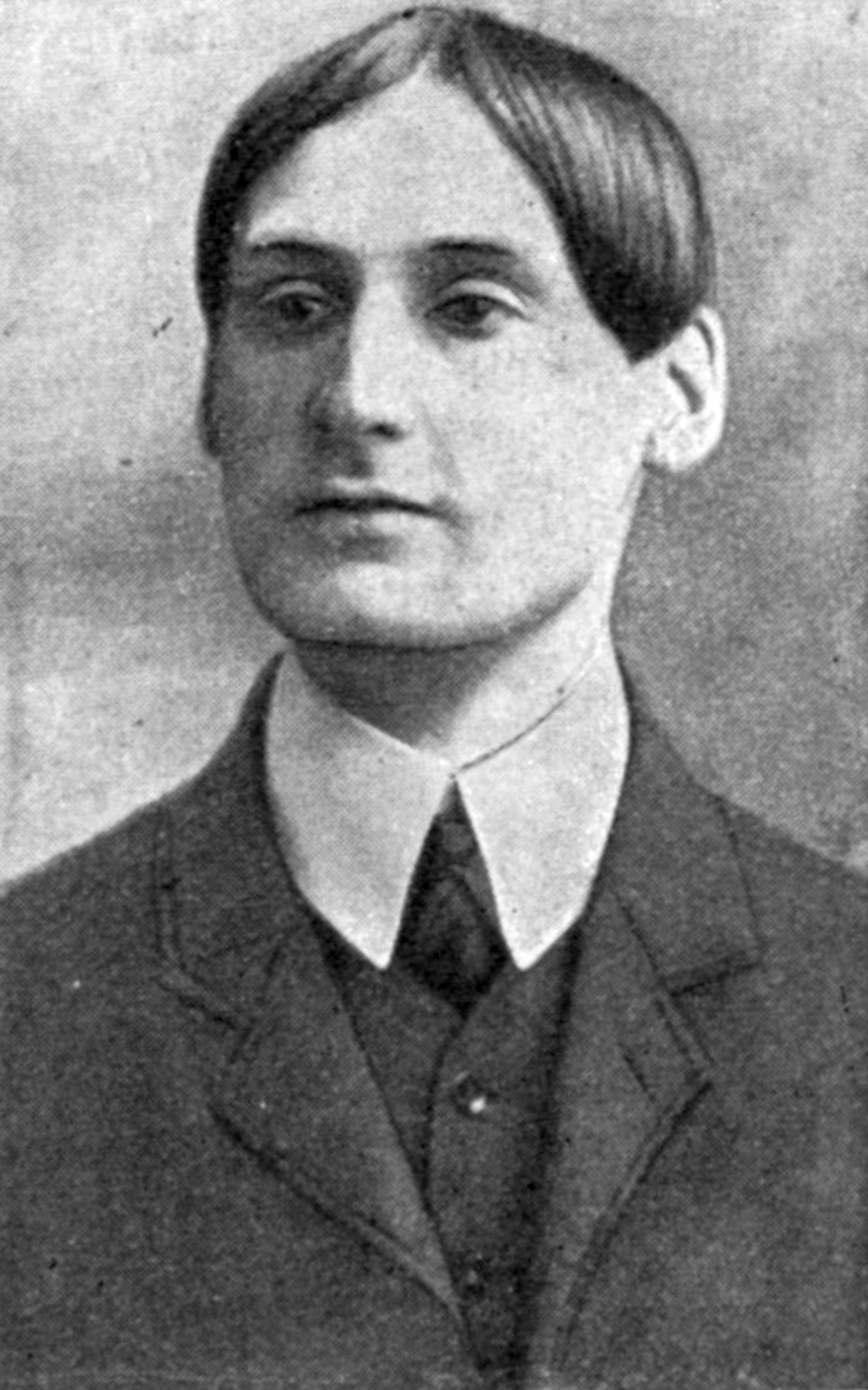
Георгий Лукомский, 1909 г.

В 1910 году отправился «во внутренние губернии Российской империи для собирания, исследования, изучения, зарисовывания и фотографирования предметов старины». Поездки по России продолжились и в следующие годы. Результатом стали труды Г. К. Лукомского, посвященные архитектуре русских городов: «О художественной архитектуре провинции», «Кострома» (1913), «Вологда в её старине» (Петроград, 1914), «Галиция в её старине. Очерки по истории архитектуры XII—XVIII вв.» (Петроград, 1915), «Старый Петербург», «Памятники старинной архитектуры России в типах художественного строительства» (часть 1-я, Петроград, 1916), «Современный Петроград. Очерки истории возникновения и развития классического строительства», «Старинные усадьбы Харьковской губернии», «Царское село» и др.
2 мая 1915 года Г. Лукомский был зачислен в школу подготовки прапорщиков инженерных войск и 23 мая 1915 года получил удостоверение об исполнении дипломного проекта, что позволило ему заслужить звание художника-архитектора, и стать членом Императорского археологического института; 11 сентября Г. Лукомский стал унтер-офицером, а 1 октября 1915 года был произведён в прапорщики с зачислением по инженерным войскам.

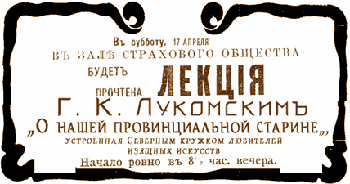

В 1914—1918 годах был почётным членом Северного кружка любителей изящных искусств.
После Февральской революции входил в «Особое совещание по делам искусств», описывал ценности царских дворцов для организации в них музеев. В 1918 году уехал на Украину. С 1 февраля 1919 года стал главным хранителем художественного собрания Б. И. Ханенко, подготовил к печати его каталог. Кроме этого, он заведовал в Киеве описанием, реставрацией и музеефикацией памятников архитектуры, в том числе Св. Софии; напечатал книгу, посвящённую украинскому барокко XVII—XVIII веков (1-я часть, посвящённая киевским храмам); читал лекции по истории мебели в Киевском археологическом институте и по русскому прикладному искусству XVII века — в Университете св. Владимира. Вынужден был покинуть Киев в октябре 1919 года.
20 апреля 1920 года покинул Россию с намерением изучать византийское искусство. В СССР больше не вернулся.
На Западе Г. Лукомский продолжал активно работать как художник и искусствовед. В 1921 году стал секретарём парижской группы «Мир искусства» и основным вдохновителем выставки русских художников в галерее la Boétie. Сотрудничал в эмигрантских изданиях «Сполохи», «Жар-птица», «Накануне», «Последние новости», в журналах и газетах «Apollo», «The Studio», «Beaux-Arts», «Renaissance», «Emporium», «L’Amour de l’Art», «Bulletin de la vie artistique», «Monde et l’art slave», «Le Figaro» и др.; был иностранным корреспондентом советских изданий «Среди коллекционеров», «Жизнь искусства», «Красная панорама», печатался в журналах «Новый мир» и «Красная нива». В числе работ, опубликованных Лукомским во Франции на французском языке, — «Исторический очерк и краткое описание коллекций киевского государственного музея имени Ханенко» (1925), «Жизнь и нравы России со времён Петра I до Ленина» (1928), «Кремль в Москве» (1930), «Русская религиозная архитектура в ХIVII вв.», (1929) «Киев — святой город России» (1929), «Русские» (1929).
Участвовал в создании двух журналов об искусстве: «Жар-птица» (был его главным редактором) и «Русское искусство», распространяемых в Германии и во Франции.
Работы Г. Лукомского выставлялись в парижских галереях Devambez, Powlosky, Varenne, l’Etoile, Simonson, G. Petit, Magellan. В 1921—1924 годах жил в Берлине, с 1925 года — в Париже. В 1940 году поселился в Англии, где провёл последние годы. Предполагал вернуться в Россию — об этом его брат В. К. Лукомский писал Э. Ф. Голлербаху: «… именно сейчас брат, искренно стосковавшийся по России, надеется скорее вернуться сюда, чтобы продолжать, и совершенно бескорыстно, своё служение родине, и это — несмотря на исключительный успех за границею.»
Участвовал в выставках СРХ (1909—1910), МТХ (1910), «Мир искусства» (1910—1911), «Салон» С. К. Маковского (1909), Нового общества художников (1912, 1913, 1915, 1917), «Салон» В. А. Издебского (1910), «В мире искусства» (Киев, 1910), «Современные русские художники» (Одесса, 1910); международной в Брюсселе, русского искусства в Париже (1910, 1921, 1932), Лондоне (1935). Персональные выставки: Петербург (1909), Киев (1910), Казань (1928), Париж (1920, 1925, 1927, 1928, 1935, 1936), Лондон (1935—1937).
Скончался в Ницце 25 марта 1952 года. Похоронен в Ницце на кладбище Кокад.

## Библиография

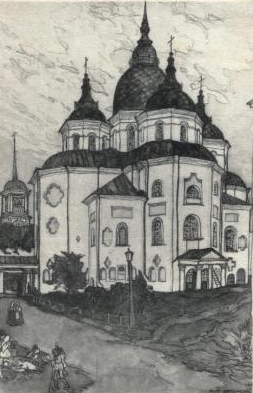
Рис. Г. К. Лукомского.
Николаевский собор в Нежине